# أسفار الكتابات
أسفار الكتابات أو بالعبرية כְּתוּבִים هو الجزء الثالث والأخير من كتب التناخ. يحتوي على 11 سفر يتم تقسيمها إلى عدة مجموعات
- مجموعة الكتب الشعرية (سفر المزامير وسفر الأمثال وسفر أيوب).
- المخطوطات (سفر نشيد الأنشاد وسفر راعوث وسفر مراثي إرميا وسفر الجامعة وسفر أستير).
- بعض الكتب الأخرى مثل سفر دانيال وسفر عزرا وسفر نحميا.